# NK Šmartno ob Paki
Nogometni klub Šmartno je slovenski nogometni klub iz Šmartnega ob Paki, ki je bil ustanovljen leta 1928, domače tekme je igral na Stadionu Šmartno. V treh sezonah v prvi slovenski ligi je klub odigral 96 prvenstvenih tekem in osvojil 126 prvenstvenih točk. Najvišjo uvrstitev je dosegel v sezoni 2002/03 s četrtim mestom. Po propadu kluba leta 2005 je bil ustanovljen nov klub NK Šmartno 1928.

## Znani nogometaši
- Gregor Blatnik
- Mišo Brečko
- Tomi Druškovič
- Bojan Prašnikar
- Ante Šimundža
- Luka Žinko
- Tomi Druškovič